# Ножин, Николай Дмитриевич
Николай Дмитриевич Ножин (1841—1866) — русский социолог, биолог.

## Биография
Родился 8 (20) декабря 1841 года в семье дворян Черниговской губернии.
Учился в Александровском лицее, откуда был выпущен с чином X класса в 1860 году. Продолжил обучение в Гейдельбергском университете.
Был связан с заграничными представителями «Земли и воли». Возвратившись в Петербург в конце 1864 года, был близок к Петербургскому отделению ишутинского кружка. Новый энциклопедический словарь утверждает, что он «окончил курс естественных наук Петербургского университета», но в списке выпускников он не значится.
С конца 1865 года — сотрудник журнала «Книжный вестник».
В биологической науке Ножин — последователь Ч. Дарвина, выступал против мальтузианства и расизма. Провозглашал ведущую роль научного знания в социальном переустройстве общества. Социологическая теория Ножина оказала влияние на взгляды Н. К. Михайловского.
Умер 3 (15) апреля 1866 года. Похоронен на Литераторских мостках.